# Энергетика Австрии
Энергетическая отрасль Австрии — часть австрийской экономики, определяющая потребление энергии, преобразование энергии и торговлю энергоносителями, а также их удаление и резервирование. По данным Федерального министерства сельского и лесного хозяйства, охраны окружающей среды и управления водными ресурсами, валовое внутреннее потребления энергии в Австрии составляло в 2010 году 404906 ГВт•ч или 1,458 ПДж — из которых около трети было произведено внутри страны. Доля возобновляемых источников энергии в валовом внутреннем потреблении составила 30,8 %.
Австрия зависит от импорта как самой энергии, так и энергетических источников из-за рубежа — особенно велика зависимость в импортируемом топливе для двигателей внутреннего сгорания, газе и нефти. В международной торговле энергоносителями Австрия играет заметную роль как страна транзита: большая часть импорта энергии Западной Европой с Ближним Востока, Кавказского региона и из России проходит через территорию страны (в частности, через Трансальпийский трубопровод).
В 2008 году внутреннее производство природного газа достигло объёма в 1,54 миллиарда кубических метров, а добыча нефти — около 862000 тонн, что позволило Австрии удовлетворить свои потребности в нефти на 11 %, а в природном газе — на 13 %.

## Потребление энергии
Энергобаланс Австрии имел в 2010—2011 годы следующий вид: нефть — 36-37 %, природный газ — 23-24 %, уголь — 9-10 %, древесина — 6-7 %, биотопливо — 11-12 %, гидроэнергетика — 8-9 %, другие возобновляемые источники — около 1,5 %.
В период с 1970 по 2004 году, австрийское потребление энергии выросло почти в два раз. Потребление природного газа увеличилось за тот же период в четыре раза, а электрической энергии — почти в три раза. Использование возобновляемых источников энергии выросло на 157 %, а нефти — на 62 %. После снижения потребления нефти в 1980-х годах и стагнации до начала 1990 года, она увеличилось с 1973 года в основном за счет резкого роста на рубеже тысячелетия. В противоположность этому, потребление угля снизилось на 74 %.
По данным на 2004 год, доля российского природного газа составила 58,6 % от общего объёма поставок этого вида топлива в Австрию. В случае перебоя в поставках, имеющиеся запасы в хранилищах смогут обеспечить подачу топлива в течение 2-3 месяцев.
На 2022 год потребление газа в тёплые месяцы составляет 6,6 тераватт-часов, холодные -10 тераватт-часов.

## Энергокомпании
Австрийский рынок электроэнергии находится в сильной зависимости от ряда энергетических компании, находящихся в государственной собственности . Каждая федеральная земля имеет свою собственную электрокомпанию: данные компании в течение нескольких последних лет — в рамках взаимных инвестиций и через союзы (например, Energy Alliance) — тесно связались друг с другом. Для того, чтобы контролировать и стимулировать конкуренцию на рынке электроэнергии, в стране был основан специальный регулирующий орган — E-Control. В течение ряда последних лет, трансграничный лизинг электроэнергии является популярным среди её поставщиков.

## Таблицы
Энергетическая зависимость* Австрии  по агрегированным группам энергоносителей и в целом в соответствии с данными Eurostat  иллюстрируется следующей диаграммой

Энергетическая зависимость Австрии, 1990-2019 гг., проценты

*Примечание. Энергетическая зависимость показывает, в какой степени экономика зависит от импорта для удовлетворения своих энергетических потребностей. Рассчитывается из отношения импорта-нетто (импорт минус экспорт) на сумму валового внутреннего потребления первичных энергоносителей   и бункерного топлива.
Данные Eurostat (информация на 24.01.2021), представленные в таблице 1 позволяют выделить  следующие принципиальные особенности топливно-энергетического баланса (ТЭБ)  Австрии за 2019 год. Производство первичной энергии - 12,4 млн тонн нефтяного эквивалента (toe). Страна - нетто-импортер  энергоносителей. Суммарное превышение импорта над экспортом энергоносителей - 24,9 млн toe. Импорт сырой нефти, природного газа и твердого органического топлива в 2019 г. составил соответственно  15,2, 11,8 и 2,8 млн toe. Нетто-импорта электроэнергии - 269 тысяч тонн нефтяного эквивалента. Общая поставка энергоносителей для внутреннего использования - 33,7 млн toe. 
| Таблица 1. Отдельные статьи ТЭБ Австрии за 2019 г., тыс. тонн нефтяного эквивалента |                                |         |        |                |                                     |                 |           |                |
| Энергоносители                                                                      | Производство первичной энергии | Экспорт | Импорт | Общая поставка | Конечное энергетическое потребление | Промыш-ленность | Транспорт | Другие сектора |
| Электроэнергия                                                                      | --                             | 1971    | 2240   | 269            | 5461                                | 2409            | 282       | 2770           |
| Теплоэнергия                                                                        | 4                              | --      | --     | 4              | 1725                                | 252             | --        | 1473           |
| Производные газов                                                                   | --                             | --      | --     | --             | 96                                  | 96              | --        | --             |
| Природный газ                                                                       | 770                            | 2332    | 11763  | 7677           | 4724                                | 2675            | 251       | 1797           |
| Невозобновляемые отходы                                                             | 677                            | --      | --     | 677            | 291                                 | 291             | --        | --             |
| Ядерное тепло                                                                       | --                             | --      | --     | --             | --                                  | --              | --        | --             |
| Сырая нефть и нефтепродукты (без биотоплива)                                        | 660                            | 2837    | 15222  | 11978          | 9517                                | 292             | 7882      | 1343           |
| Сланец и битуминозный песок                                                         | --                             | --      | --     | --             | --                                  | --              | --        | --             |
| Торф и продукты из торфа                                                            | --                             | --      | --     | --             | --                                  | --              | --        | --             |
| Возобновляемые и биотопливо                                                         | 10248                          | 772     | 866    | 10332          | 4110                                | 1146            | 480       | 2485           |
| Твердое органическое топливо                                                        | --                             | 33      | 2753   | 2806           | 292                                 | 272             | --        | 20             |
| Всего                                                                               | 12360                          | 7945    | 32843  | 33744          | 26216                               | 7433            | 8895      | 9888           |
| Доля электроэнергии                                                                 | --                             | 24,81%  | 6,82%  | 0,80%          | 20,83%                              | 32,41%          | 3,17%     | 28,01%         |

Конечное энергетическое потребление энергоносителей - 26,2 млн toe, в том числе 7,4 или 28,3% - промышленность, 8,9 или 33,9% - транспорт и 9,9 млн toe или 37,7% - другие сектора.
Уровень электрификации в конечном энергетическом потреблении - 20,8%, промышленности - 32,4%, транспорта - 3,2% и доля использования электроэнергии в других секторах - 28%.
Современный электроэнергетический комплекс Австрии (на конец 2019 г.), основные показатели, их структура и тенденции за период с 1990 по 2019 гг., то есть. почти за 30-летний период, характеризуется следующими систематизированными данными и диаграммами на основе энергетической статистики Eurostat Архивная копия от 1 марта 2021 на Wayback Machine (на 27 января и 3 февраля 2021 г.)
Установленная мощность генерирующих источников на конец 2019 г. - 25902 МВт

Структура установленной мощности генерирующих источников Австрии в 1990 и 2019 г., МВт (проценты)

Структура установленной мощности ТЭС Австрии по типам первичного двигателя (технологии) за 1990 и 2019 годы, проценты

Примечания: 1. Принятые сокращения: ТЭС - тепловые электростанции; ГЭС - гидроэлектростанции; ВЭС - ветряные электростанции; СЭС - солнечные электростанции; ГеоТЭС - геотермальные электростанции 2. Следует указать на особую регулирующую роль электроэнергетики Австрии из-за высокого удельного веса гидроаккумулирующих электростанций (ГАЭС). Так, по данным национального официального источника E-control установленная мощность-брутто ГЭС (на конец 2019 г.) 14597 МВт, в том числе: 5795 МВт - конвенциональные ГЭС и 8803 МВт - ГАЭС 
 Производство электрической энергии-брутто в 2019 г. - 74234 млн. кВт∙ч

Австрия. Структура производства электроэнергии-брутто в 1990 и 2019 гг., проценты

Австрия. Структура производства электроэнергии-брутто на ТЭС по видам энергоносителей за 1990 и 2019 годы, проценты

Конечное (полезное) потребление  электрической энергии  в 2019 г. - 66028 млн. кВт∙ч, в том числе: промышленность - 28015 и бытовые потребители - 18382 млн. кВт∙ч

## Гидроэнергетика
В 2022 году мощность гидроэнергетики составляла 14 969 МВт.

## Возобновляемая энергия
В 2022 году мощность возобновляемой энергетики составляла 23 424 МВт.

### Биогаз
В 2022 году мощность биогаза составила 166 МВт.

### Биоэнергетика
В 2022 году мощность биоэнергетики составляла 1 171 МВт.

### Ветроэнергетика
В 2022 году мощность ветроэнергетики составляла 3 736 МВт.

### Солнечная энергетика
В 2022 году мощность солнечной энергетики составляла 3 548 МВт.

### Геотермальная энергетика
В 2022 год мощность геотермальной энергетики составляла 1 МВт.